# SV Breitling
Der SV Breitling e.V. ist ein deutscher Sportverein mit Sitz in Rostock. Hauptsportarten sind Kanusport, Drachenboot und Outrigger Canoe, darüber hinaus werden auch Badminton, Kraftsport, Angelsport und Breitensport betrieben. Vorsitzender ist seit November 2022 Stefan Eichelmann, sein Stellvertreter Mario Herrmann.

## Geschichte
Der SV Breitling wurde am 1. Juli 1990 gegründet, im Jahr 2008 hatte er 250 Mitglieder. Im Jahr 2018 lag die Mitgliederzahl bei 350. Vereinsvorsitzender/ Gründer war seit der Gründung Gerald Marschner. Seit 2018 ist Herr Tom Reiser Vorstandsvorsitzender. Der Verein ist seit 1990 Mitglied im Deutschen Drachenboot-Verband (DDV) und trat 1995 auch dem Deutschen Kanu-Verband (DKV) bei. 2004 beteiligte er sich an der Gründung des ersten DDV-Landesverbandes, des Landes-Drachenboot-Verbandes Mecklenburg-Vorpommern e.V.
Aus dem Verein gingen mehrere international erfolgreiche Drachenbootsportler hervor, darunter die Vizeweltmeisterinnen Jana Drewes und Kathrin Denker. Beste Platzierungen des Vereinsbootes waren dritte Plätze bei den Deutschen Meisterschaften (DKV) 2007 und 2008, sowie zwei Vizetitel des Damenbootes auf den Deutschen Meisterschaften 2009 und 2011. Darüber hinaus erzielte der Verein zahlreiche Titel in der Jugendklasse. Die Jugendmannschaft des SV Breitling ist für die Drachenboot-Weltmeisterschaft 2009 in Südkorea sowie für die EM 2009 in Budapest qualifiziert.

## Wettkämpfe
Der Verein richtet außerdem auch selber Drachenbootwettkämpfe aus. Wie z. B.
- den Indoorcup im Januar (für Schüler am Freitag und für Drachenbootteams am Samstag)
- das Warnemünder Drachenbootfestival zur Warnemünder Woche
- die Rostocker Schülermeisterschaft im Mai
- der Ocean - Cup im Juli

Drachenboot-Vereinsmannschaften
SV Breitling Ladies
- 2009 DM DKV München: Platz 2 über 2000 m und Platz 3 über 500 m
- 2010 DM DKV Duisburg: Platz 3 über 2000 m
- 2011 DM DKV Brandenburg (Havel): Platz 2 über 500 m und Platz 3 über 200 m
- 2012 DM DKV/DDV Hamburg: Platz 2 über 200 m und Platz 2 über 500 m (Smallboat)

SV Breitling Mixed
- 2008 DM DKV Berlin-Grünau: Platz 3 über 2000 m

SV Breitling Open
- 2007 DM DKV München: Platz 3 über 500 m
- 2010 DM DKV Duisburg: Platz 3 über 200 m
- 2011 DM DKV Brandenburg (Havel): Platz 3 über 200 m und Platz 3 über 2000 m

SV Breitling Masters
- 2012 DM DKV/DDV Hamburg: Platz 12 über 200 m und Platz 5 über 500 m

Drachenbootsportler des SV Breitling im Nationalteam
Jana Drewes
- 1999 ECCC Nottinham 1 × Silber 1 × Bronze
- 2002 Club WM Rom 1 × Gold
- 2003 WM Poznań 1 × Silber
- 2005 Club WM Schwerin 5 × Gold

Kathrin Denker
- 2002 Club WM Rom 1 × Gold
- 2003 WM Poznań 1 × Silber
- 2004 WM Shanghai(China) 1 × Bronze
- 2005 Club WM Schwerin 5 × Gold

Mark Mainas
- 2005 Club WM Schwerin 1 × Gold

Nils Tiede
- 2005 Club WM Schwerin 1 × Gold